# أحادية السطح

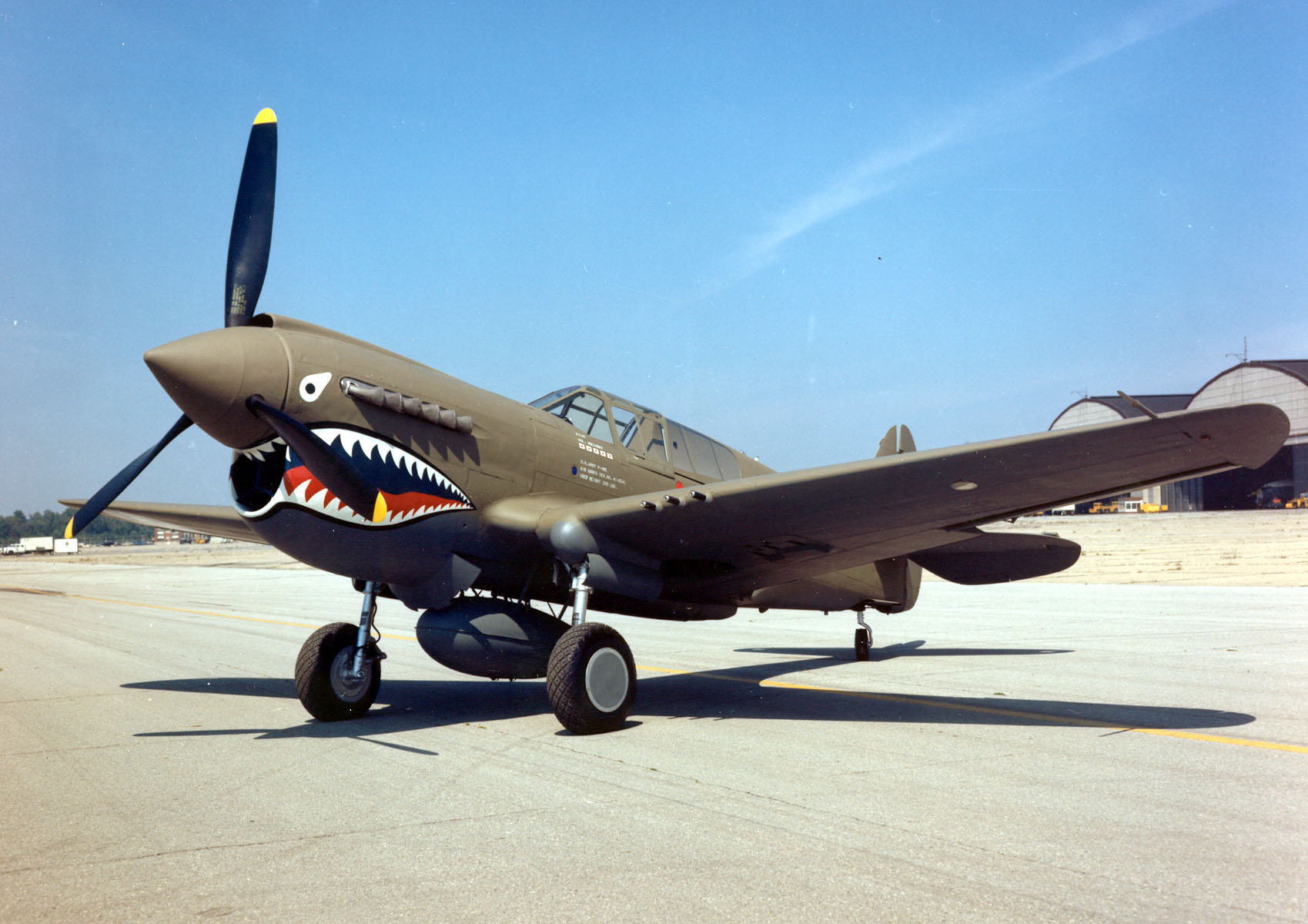
جناح 99سفلي في طائرة كورتيس بيه-400

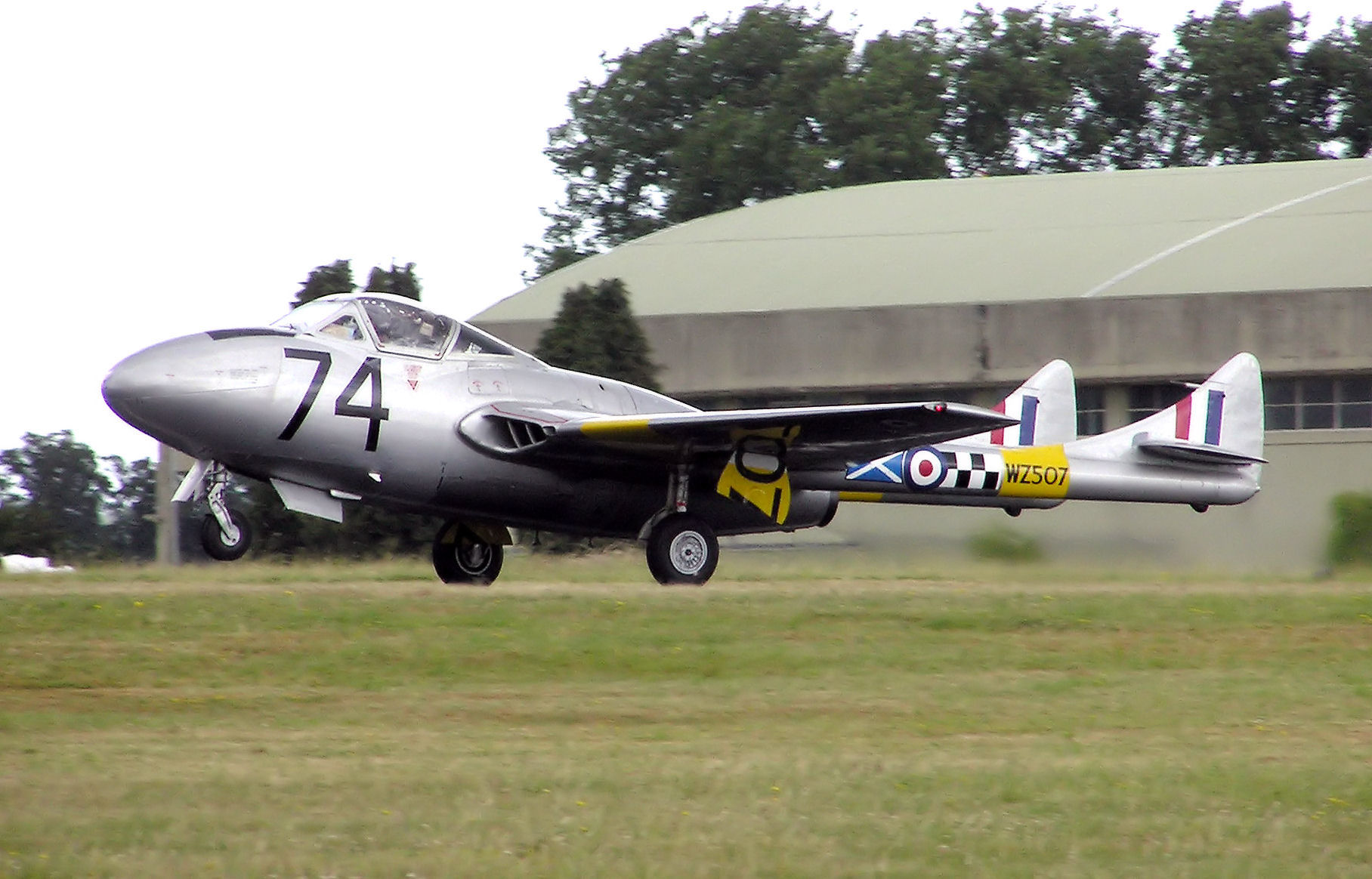
جناح أحادي السطح مثبت في المنتصف على طائرة دي هافيلاند فامباير تي11.

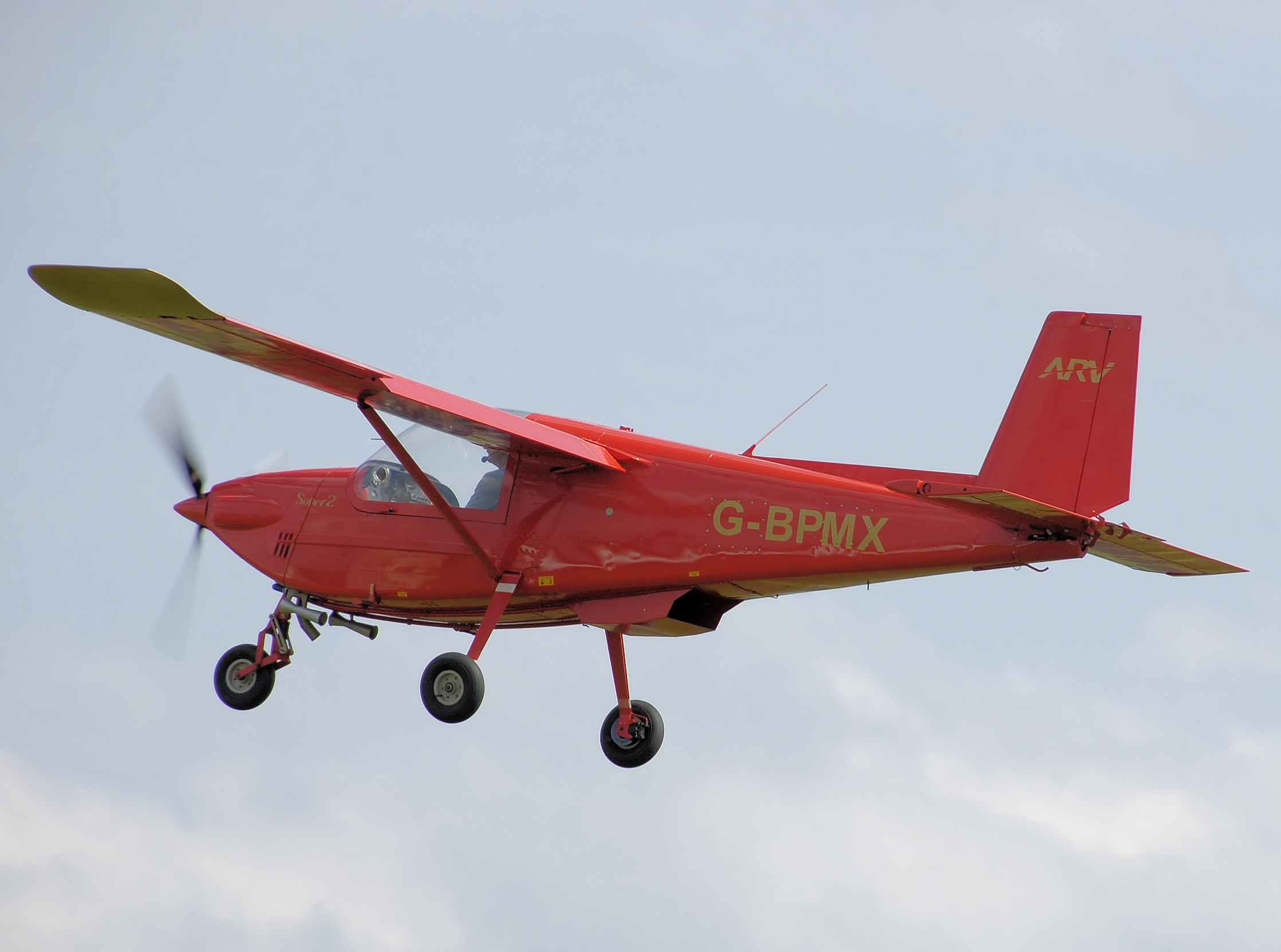
جناح أحادي السطح مثبت في الأعلى (جناح كتفي) على طائرة ARV Super2.

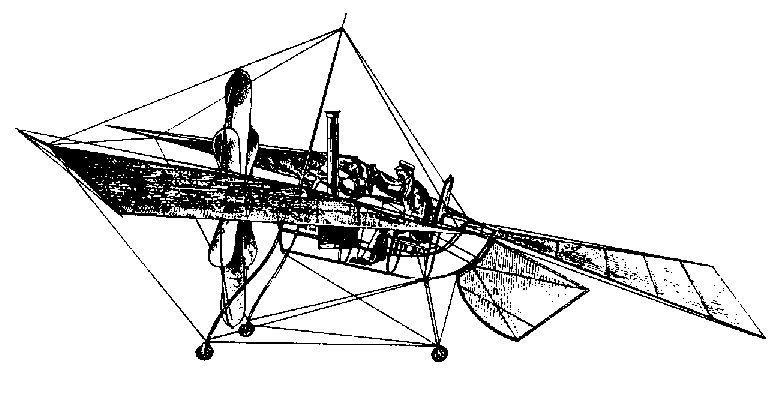
lef Monoplane 1973

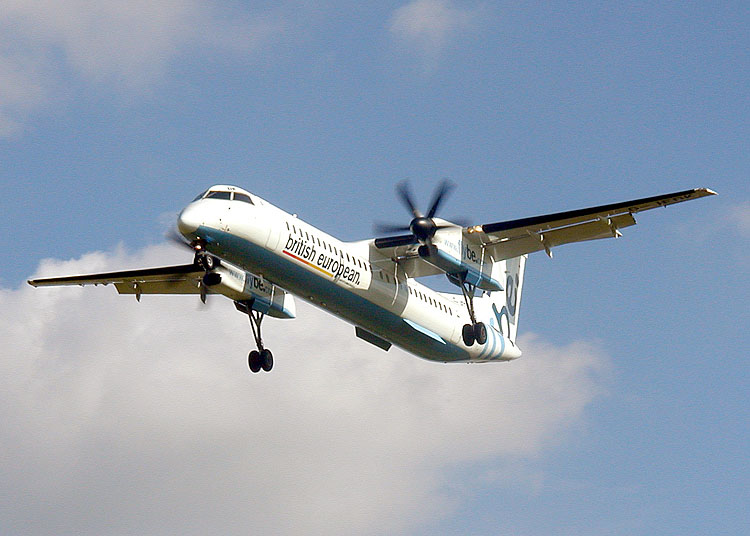
جناح أحادي السطح مثبت في الأعلى (جناح كتفي) على طائرة دي هافيلاند كندا داش 8.

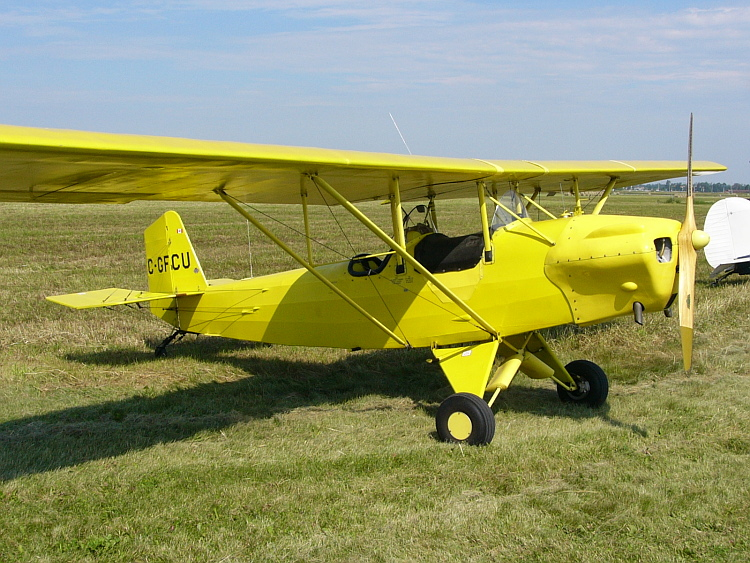
جناح المظلة Pietenpol Air Camper.

أحادية السطح (بالإنجليزية: Monoplane)‏ هي الطائرات الثابتة الجناحين مع مجموعة رئيسية واحدة من سطوح الأجنحة، وعلى النقيض منها الاجنحة ذات السطحين (بالإنجليزية: biplane)‏ وذات الثلاث أسطح (بالإنجليزية: triplane)‏. ومنذ أواخر الثلاثينات من القرن العشرين، فأن شكل الجناح الأحادي السطح أصبح أكثر شيوعا واستخداما في الطائرات ذات الأجنحة الثابتة.

## أنواع الأجنحة الأحادية السطح
الفرق الرئيسي بين أنواع أحادية السطح هو كيف عالية تصل الأجنحة هي فيما يتعلق جسم الطائرة :
- جناح سفلي أو الجناح المنخفض: ويكون مستوى سطح الجناح مع أو تحت الجزء السفلي من جسم الطائرة.
- جناح منتصف: وهو الذي يثبت في مستوى منتصف جسم الطائرة.
- جناح الكتف: وهو الذي يثبت فوق مستوى المسافة المتوسطة من جسم الطائرة.
- جناح عالي: وهو الذي يثبت في مستوى أعلى من الجزء العلوي من جسم الطائرة.
- جناح المظلة: ويكون الجناح فوق جسم الطائرة وليس له علاقة مباشرة بدعم هيكل الطائرة، وغير متصل بها مباشرة، بل يثبت بمجموعة من الدعامات أو الاسلاك كما في الطائرات القديمة.